# Sous-station Bastille
La sous-station Bastille est un immeuble situé à Paris, 4e arrondissement, en France. Il abritait un transformateur électrique convertissant le courant électrique pour les besoins du métro de Paris.

## Localisation
L'immeuble est situé dans le 4e arrondissement de Paris, à proximité du port de l'Arsenal et de la place de la Bastille. Il occupe l'angle formé par le boulevard Bourdon, la rue de l'Arsenal et la rue de la Cerisaie.

## Description
La sous-station est un bâtiment massif, dont la structure métallique est masquée par une façade en brique beige comprenant une arche monumentale en plein cintre surmontée d'une série d'arcatures. Les arêtes des briques sont arrondies afin de tempérer la sévérité des lignes de la façade. Par ailleurs, l'édifice, bien qu'empreint d'une certaine lourdeur, se met à l'échelle de la rue par la présence aux angles de deux tourelles, qui renforcent le lien qu'entretient le bâtiment avec l'architecture romane. L'architecte Paul Friesé est en effet nourri de culture germanique, et a tenu à rappeler le style néo-roman très en vogue en Allemagne à cette époque.

## Historique
Le bâtiment est construit en 1911 par l'architecte Paul Friesé pour la Compagnie du chemin de fer métropolitain de Paris.

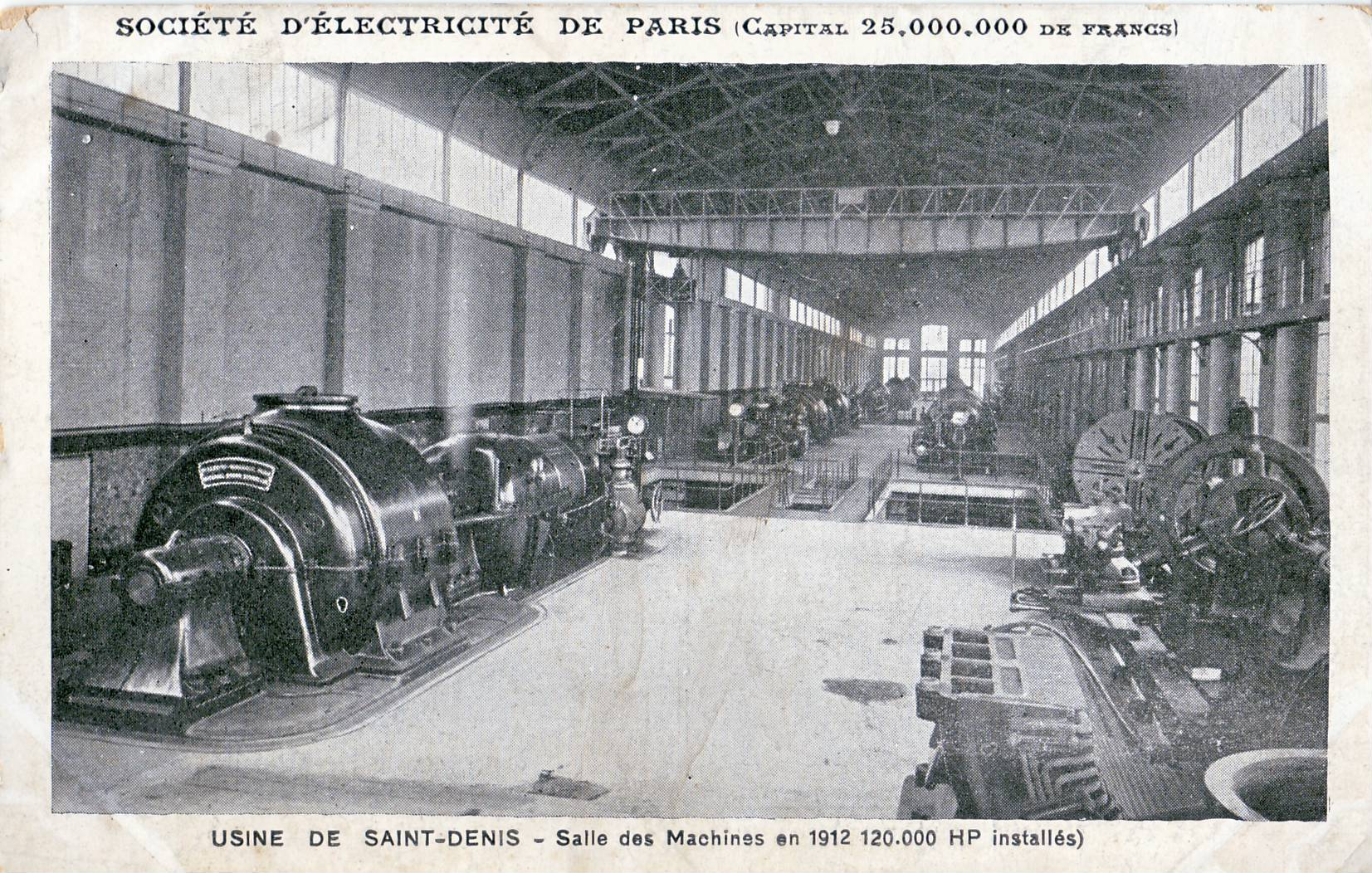
Salle des alternateurs de la centrale électrique de Saint-Denis en 1912.

Il fait partie des anciennes sous-stations électriques. À l’intérieur, on trouvait, jusqu’au milieu du XXe siècle, une immense salle des machines composée de quatre commutatrices. Ces dernières étaient capables de convertir le courant alternatif à haute tension fourni par la centrale thermique de Saint-Denis en courant continu à basse tension utilisable par les engins moteurs. Pendant un demi-siècle, ces sous-stations ont ainsi fourni l’électricité nécessaire au fonctionnement du métro parisien depuis l’ouverture de la première ligne le 19 juillet 1900.
Entre 1967 et 1971, le bas de l'immeuble, sur la rue de la Cerisaie, est percé de fenêtres.
L'édifice est inscrit au titre des monuments historiques en 1992.